# Królowie słońca
Królowie słońca (ang. Kings of the Sun) – amerykański film historyczno-przygodowy z 1963 roku w reżyserii J. Lee Thompsona, którego akcja rozgrywa się w prekolumbijskiej Mezoameryce. Zdjęcia kręcono na terenie Meksyku: w Chichén Itzá (stan Jukatan) oraz w Mazatlán (stan Sinaloa).

## Treść
Uciekając przed napaścią wrogiego plemienia pod wodzą okrutnego Hunaca Ceela, młody władca Majów Balam po długiej morskiej wędrówce doprowadza swych ocalałych poddanych na północne wybrzeże Zatoki Meksykańskiej. Zakładają tam osadę i rozpoczynają nowe życie, popadają jednak w konflikt z zasiedlającymi już ten obszar Indianami, których wodzem jest Czarny Orzeł. Rywalizację obu wodzów komplikuje fakt, że darzą uczuciem piękną Ixchel, która wcześniej została przyrzeczona Balamowi. Mimo to dochodzi do zgody i podjęcia pokojowego współżycia obydwu społeczności. Wtedy jednak następuje do raptownego najazdu wojowników Hunaca Ceela, który nieustępliwie ściga Balama i jego rodaków. Dwaj wodzowie i ich poddani muszą wspólnie obronić się przed tym niespodziewanym zagrożeniem i ostatecznie pokonać prześladowcę.

## Obsada
- George Chakiris - Balam
- Shirley Anne Field - Ixchel
- Yul Brynner - wódz Czarny Orzeł
- Richard Basehart - kapłan Ah Min
- Leo Gordon - wódz Hunac Ceel
- Brad Dexter - Ah Haleb
- Barry Morse - Ah Zok
- Armando Silvestre - Isatai
- Victoria Vetri - Ixzubin
- Rudy Solari - Pitz
- Ford Rainey - wódz